# Kinesisk kobra
Kinesisk kobra (Naja atra) eller Guizhouspottkobra är en orm som tillhör familjen giftsnokar. Den förekommer i sydöstra Kina och några andra länder i Sydöstasien. Den är en av de vanligaste giftiga ormarna i Kina.

## Kännetecken
Den kinesiska kobran når vanligen en längd på 1,2-1,5 meter, som mest når en hane upp till omkring 1,94 meter och en hona upp till 1,64 meter. Dock har större exemplar, upp till 2,3 meter, rapporterats. Ovansidan av kroppen är vanligen brunaktig, grå eller svart, med eller utan smala ljusare tvärgående linjer på oregelbundna avstånd, vilka är särskilt framträdande hos juveniler. Ormens så kallade hals- och nacksköld kan ha variabel teckning, glasögonliknande, mask, hästskoliknande eller O-formig.  Ormen har en tydligt ljusare strupe, vanligen prydd av ett svart tvärgående band. Ovanför bandet finns ofta två svarta fläckar. Nackteckningen och det ljusare strupområdet kan ibland vara sammangående.

## Utbredning
Kinesisk kobra förekommer i sydöstra Kina, inräknat Hongkong, Hainan och Taiwan, norra Laos och norra Vietnam. Den kan leva i olika slags habitat, som skogar, buskmarker, gräsmarker och mangrove.

## Beteende
Kinesisk kobra har ett karakteristiskt försvarsbeteende. Om den hotas, reser ormen upp främre delen av kroppen, väser högt och spänner ut sin sköld. Den kan spotta sitt gift, precis som andra spottkobror. Vanligen försöker den undvika konfrontation med människor genom att fly, men om den inte kan fly och känner sig hotad så är den beredd att hugga. Dess byten består huvudsakligen av gnagare, grodor, paddor och andra ormar. Den kan vara aktiv både på natten och dagen. Fortplantningen är ovipar.